# Château-Porcien
Château-Porcien je francouzská obec v departementu Ardensko v regionu Grand Est. V roce 2011 zde žilo 1 409 obyvatel. Je centrem kantonu Château-Porcien.

## Sousední obce
Avançon, Barby, Blanzy-la-Salonnaise, Condé-lès-Herpy, Écly, Herpy-l'Arlésienne, Saint-Fergeux, Son, Taizy,

## Vývoj počtu obyvatel
Počet obyvatel 